# Barátcsagra
A barátcsagra (Tchagra senegalus) a madarak osztályának verébalakúak (Passeriformes) rendjébe és a bokorgébicsfélék (Malaconotidae) családjába tartozó faj.

## Rendszerezése
A fajt Carl von Linné svéd természettudós írta le 1766-ban, a Lanius nembe Lanius senegalus néven.

## Alfajai
- Tchagra senegalus armenus (Oberholser, 1906)
- Tchagra senegalus cucullatus (Temminck, 1840)
- Tchagra senegalus habessinicus (Hemprich & Ehrenberg, 1833)
- Tchagra senegalus kalahari (Roberts, 1932)
- Tchagra senegalus nothus (Reichenow, 1920)
- Tchagra senegalus orientalis (Cabanis, 1869)
- Tchagra senegalus percivali (Ogilvie-Grant, 1900)
- Tchagra senegalus remigialis (Hartlaub & Finsch, 1870)
- Tchagra senegalus senegalus (Linnaeus, 1766)
- Tchagra senegalus warsangliensis S. Clarke, 1919[2]

## Előfordulása
Algéria, Angola, Benin, Bissau-Guinea, Botswana, Burkina Faso, Burundi, Csád, a Dél-afrikai Köztársaság, Dél-Szudán, Dzsibuti, Elefántcsontpart, Eritrea, Etiópia, Gabon, Gambia, Ghána, Guinea, Jemen, Kamerun, Kenya, a Kongói Köztársaság, a Kongói Demokratikus Köztársaság, a Közép-afrikai Köztársaság, Libéria, Líbia, Malawi, Mali, Mauritánia, Marokkó, Mozambik, Namíbia, Niger, Nigéria,  Nyugat-Szahara, Omán, Ruanda, Sierra Leone, Szaúd-Arábia, Szenegál, Szomália, Szudán, Szváziföld, Tanzánia, Togo, Tunézia, Uganda, Zambia és Zimbabwe területén honos. 
Természetes élőhelyei a szubtrópusi és trópusi lombhullató erdők, szavannák és cserjések, valamint szántóföldek és vidéki kertek. Állandó, nem vonuló faj.

## Megjelenése
Testhossza 23 centiméter, testtömege  42-53 gramm.
|  |

## Természetvédelmi helyzete
Az elterjedési területe rendkívül nagy, egyedszáma pedig stabil. A Természetvédelmi Világszövetség Vörös listáján nem fenyegetett fajként szerepel.